# 上海美国商会
上海美国商会（American Chamber of Commerce in Shanghai）是一家為促进美国企业在中国开展业务而在上海設有主要办事处的非营利、无党派商業聯合组织。上海美国商会成立于 1915年，是在美国境外成立的第三个美国商会，截至2020年代初有来自1,500 家公司的 3,000 名会员。 

## 历史
商会于1915年6月9日在汇中饭店大楼成立，當時名字叫中國美國商會（The American Chamber of Commerce of China）。商會後來迁入位於广东路的大来大楼。1922年10月19日，商會更名为“美国商会（上海）”。
1937年中國抗日戰爭全面爆發至1941年12月美国对日宣战期间，商会继续运作。1941年12月10日，商會的办公室被日军占领，所有商会活动全部停止。
1945年9月10日，商会在上海基督教青年会舉辦了戰爭結束後的第一次活動。商会章程為遵守国民政府的要求于1946年和1948年重新颁布。1950年底，商会暂时停止運作，因为隨著中國共產黨接管上海，美国的外資機構開始撤離上海。
1987年秋，上海美国商会在有利大楼召开重建大會。商会于1987年在美国驻上海总领事馆举行了第一次正式会议，有35名商界人士出席。

## 外部鏈接
- 官方网站